# Contea di Roane (Virginia Occidentale)
La contea di Roane ( in inglese Roane County ) è una contea dello Stato della Virginia Occidentale, negli Stati Uniti. La popolazione al censimento del 2000 era di 15 446 abitanti. Il capoluogo di contea è Spencer.